# Alle cinque della sera (programma televisivo)
Alle cinque della sera è stato un programma televisivo italiano andato in onda su Rai 3 nella stagione televisiva 1995/1996 con la conduzione di Marta Flavi. In onda dal lunedì al venerdì dalle 17 alle 18, la prima puntata è stata trasmessa il 20 novembre 1995. La trasmissione era stata ideata da Gianni Ippoliti, l'autore era invece Paolo Menghini.

## Il programma
La trasmissione era condotta da Marta Flavi, alla sua prima esperienza in Rai dopo il successo di Agenzia matrimoniale, in onda su Canale 5.
In onda in diretta, la trasmissione trattava ogni giorno i fatti di stretta attualità, analizzando le notizie presenti sui quotidiani e approfondendole con dei collegamenti con le redazioni dei principali giornali italiani, uno diverso ogni settimana. La trasmissione manteneva uno stretto contatto con il pubblico da casa, che partecipava al talk show attraverso un gioco telefonico durante il quale si doveva rispondere a delle domande inerenti alle notizie trattate, mentre il pubblico in studio - campione rappresentativo della "gente comune" - partecipava in ogni puntata ad un dibattito.
Durante la trasmissione venivano inoltre trasmessi degli ironici servizi realizzati da Ippoliti, spesso incentrati sui fraintendimenti e gli equivoci che possono creare i titoli dei quotidiani.